# Jean-Baptiste Huché
Jean Baptiste Michel Antoine Huché, né le 17 janvier 1749 à Bernay (Eure), mort le 11 avril 1805 à Bernay (Eure), est un général de division de la Révolution française.

## États de service
Simple soldat sous l'Ancien Régime, au régiment de Flandres puis au régiment de Vexin, il devient, le 6 septembre 1792 pendant la Révolution française, lieutenant-colonel en chef du 4e bataillon de réserve à Soissons. Au mois de mai 1793 il est aide de camp du général Salomon à l'armée des Côtes de la Rochelle, et le 15 septembre suivant il est nommé adjudant-général chef de brigade.
Il est fait général de brigade le 28 novembre 1793 en Vendée, il prend part aux colonnes infernales et il est notamment responsable du massacre de La Gaubretière le 27 février 1794. Il est nommé commandant de Luçon le 21 mars 1794, puis le 9 avril 1794, il passe général de division. Avec l'appui du général Louis Antoine Vimeux qui a succédé à Turreau en mai 1794 et de Jullien, un envoyé de Robespierre, il est destitué par les représentants en mission le 4 août 1794. Il est arrêté et conduit au fort de Ham le 30 septembre 1794.

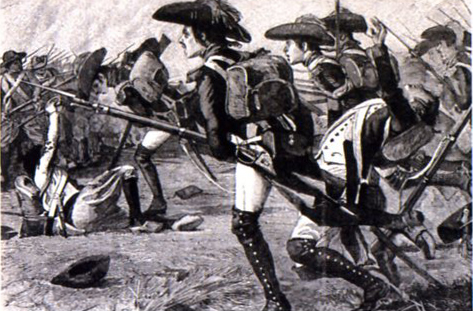
Bataille de Luçon (mars 1794)

Il est remis en liberté le 6 septembre 1795, et le 31 octobre il rejoint la 10e division militaire. Le 23 janvier 1796, il prend le commandement du département de l'Aude, et le 13 juillet il est accusé de recevoir la nuit des visites suspectes. Le 7 septembre 1796, il est libéré des accusations qui pesaient sur lui, et le 9 novembre suivant, il demande son placement en congé de réforme. Le 9 mars 1797, il est démis de ses fonctions pour ivrognerie.

## Sources
- (en) « Generals Who Served in the French Army during the Period 1789 - 1814: Eberle to Exelmans »
- Docteur Robinet, Jean-François Eugène et J. Le Chapelain, Dictionnaire historique et biographique de la révolution et de l'empire, 1789-1815, volume 2, Librairie Historique de la révolution et de l’empire, 886 p. (lire en ligne), p. 184.
- (pl) « Napoléon.org.pl »